# Воскресенский, Андрей Владимирович (подводник)
Андре́й Влади́мирович Воскресе́нский (28 января 1972 — 1 июля 2019) —  российский офицер, подводник-гидронавт, капитан 1-го ранга ВМФ России, Герой Российской Федерации (2019).

## Биография
Родился 28 января 1972 года в Севастополе. В Военно-Морском Флоте с 1989 года. В 1994 году окончил факультет «Атомные энергетические установки подводных лодок» Севастопольского высшего военно-морского инженерного училища, был распределён на 3-ю флотилию атомных подводных лодок Северного флота. В начале 2000-х годов перешёл на службу в одну из частей ВМФ, расположенную в Петергофе, которая подчинена Главному управлению глубоководных исследований Министерства обороны Российской Федерации. Служил в составе экипажа глубоководной атомной станции АС-12 «Лошарик».
Погиб 1 июля 2019 года при пожаре на атомной глубоководной станции АС-31 во время проведения батиметрических работ в Баренцевом море. 6 июля 2019 года похоронен с воинскими почестями на Серафимовском кладбище Санкт-Петербурга.

## Семья
Был женат. Жена Наталья Воскресенская — депутат Совета депутатов Сосновоборского городского округа Ленинградской области, племянница контр-адмирала Владимира Бедердинова. Дочь 1996 г.р., сын 2004 г.р.

## Награды и звания
- Герой Российской Федерации (04.07.2019, звание присвоено посмертно за мужество и героизм, проявленные при исполнении воинского долга, Указом Президента Российской Федерации 4 июля 2019 года)
- Три ордена Мужества
- Орден «За военные заслуги»
- Медаль ордена «За заслуги перед Отечеством» II степени[2]

## Память
- Имя присвоено улице Петергофа.
- В мае 2020 года  имя Героя России Воскресенского Андрея Владимировича было присвоено Сосновоборской средней общеобразовательной школе средней общеобразовательной школе № 2
- В 2020 году имя присвоено средней общеобразовательной школе № 169 Санкт-Петербурга[3].
- В городе Сосновый Бор Ленинградской области разбит новый сквер, носящий его имя[4]. В сквере установлена памятная стела А. В. Воскресенскому.